# Mirjana Gross
Mirjana Gross (Zagreb, 22. svibnja 1922. – Zagreb, 23. srpnja 2012.) bila je hrvatska povjesničarka. Sveučilište u Zagrebu dodijelilo joj je počasni naziv "professor emeritus"  za njezinu zaslužnu nastavnu i znanstvenu djelatnost u hrvatskoj historiografiji.

## Životopis
Rođena je 22. svibnja 1922. godine u Zagrebu kao kći trgovca Mavre Grossa i Elle r. Deutsch. U Zagrebu je započela studij medicine. Kao Židovka preživjela je u jednom skrovištu u blizini Zagreba. Godine 1943. pronalaze je Nijemci, nakon čega je uslijedilo zatočenje u sabirnim logorima Buchenwald i Ravensbrück. Poslije rata je kao profesorica povijesti ostvarila međunarodnu znanstvenu karijeru.
Svu svoju karijeru je posvetila proučavanju hrvatske povijesti 19. stoljeća i metodologiji povijesti. 
Od početka 1970-ih godina prof. Gross zacrtala je nekoliko velikih osobnih istraživačkih projekata, a oni su rezultirali knjigama koje spadaju među kapitalna djela suvremene hrvatske historiografije.
Povodom 75. godišnjice života i 45. obljetnice njezinog rada, Zavod za hrvatsku povijest zagrebačkoga Filozofskog fakulteta posvetio joj je i objavio je reprezentativni zbornik znanstvenih članaka, a čini ga 36 izvornih znanstvenih članaka domaćih i inozemnih povjesničara. Nakana uredništva bila je skupiti radove suradnika i učenika Mirjane Gross.

## Nagrade i priznanja
Dobitnica je više znanstvenih priznanja u Hrvatskoj i ugledna je povjesničarka u inozemstvu.
- 2001. – Nagrada Josip Juraj Strossmayer za najuspješnija znanstvena djela i izdavački pothvat objavljen na hrvatskome jeziku u Republici Hrvatskoj i hrvatskoj dijaspori u kategoriji Društvene znanosti za djelo "Izvorno pravaštvo".[8]

## Vanjske poveznice
- Bibliografija radova Mirjane Gross (Hrčak)